# Platypalpus pseudofulvipes
Platypalpus pseudofulvipes is een vliegensoort uit de familie van de Hybotidae. De wetenschappelijke naam van de soort is voor het eerst geldig gepubliceerd in 1909 door Frey.